# OPAL
OPAL sigla em inglês para Omni-Purpose Apparatus at LEP  era um detector multifunções do LEP no CERN destinado a medir as interacções entre electrões e positrões que colidiam no centro do detector. Os electrões e positrões entravam no detector e aproximavam do seu centro vindos de sentidos opostos e o tubo do feixe era o eixo do detector com os seus componentes dispostos às camadas, como as cascas de uma cebola. 
As principais partes constituintes eram : 
- os detectores de traços (envolvem o tubo do acelerador), que no caso das partículas estarem carregada electricamente provocam a ionização do material de detecção dos traços, e quando este efeito é detectado, ao medir a sua posição pode-se determinar a trajectória percorrida pela partículas carregadas.
- os calorímetros (envolvem a dos detectores de traços), destinados a pararem o voo da partículas criada pela interacção electrão-positrão. Quando electrões,  fotõese hadrões param no material do calorímetro, provocam uma chuva de traços. Pode medir-se a energia das partículas que entraram a partir da propriedade desses 'chuveiros'.
- o sistema de muões (a mais exterior), constituída por uma câmara cheia de gás que detecta a passagem das muãos.

OPAL, da qual faziam parte mais de 200 físicos de mais de 30 institutos, começou a funcionar em 1989 e fechou em 2001 para dar lugar a uma nova experiência, mas desta vez com o futuro LHC.

## Características
- Dimensões; 12 metros de comprimento, de altura e de largura.

## O complexo do CERN
A composição do CAC, sigla em inglês de CERN Acelarators Complex.